# 劇団AUN
劇団AUN（げきだん あうん）は、日本の劇団。

## 沿革
1997年、栗田芳宏と俳優・吉田鋼太郎により旗揚げ。第2回公演以降は主にシェイクスピア作品を上演し、吉田演出による公演を基本として活動している。
2019年、俳優の育成を目的とした「劇団AUN Age」を新設。同年5月には第1回公演『オセロー』を敢行。

## 主な劇団員
- 吉田鋼太郎（主宰）
- 大塚明夫
- 牛尾穂積
- 北島善紀
- 星和利
- 中井出健
- 沢海陽子
- 佐々木絵里奈

## 所属していた劇団員
- 松木良方

## 過去の公演
- 懿貴妃（1997年、旗揚げ公演[1]）
- リア王（2000年[4]）
- リア王、から騒ぎ、十二夜（2001年[5][6][7]）
- リチャード三世、恋の骨折り損（2002年[8][9]）
- マクベス、冬物語（2003年[10][11]）
- オセロー、夏の夜の夢（2004年[12][13]）
- 尺には尺を、夏の夜の夢、マクベス（2005年[14][15]）
- トロイアの女、終わりよければすべてよし（2006年[16][17]）
- 夏の夜の夢、じゃじゃ馬ならし（2007年[18][19]）
- リチャード三世、マクベス（2008年[20][21]）
- アントニーとクレオパトラ（2009年[22]）
- ヴェニスの商人（2011年[23]）
- 十二夜（2012年[24]）
- 冬物語（2013年[25]）
- 有馬の家のじごろう（2014年[26]）
- 黒鉄さんの方位磁石（2015年[27]）
- 桜散ラズ…（2016年[28]）
- あかつきの湧昇流（2018年[29]）
- 一尺四方の聖域（2019年[30]）